# بلطية بنت بحري (فلم)
بلطية بنت بحري فيلم مصري من إخراج صلاح سرى وتأليف دلال الشلقاني وإنتاج سنة 1991، ينشب نزاع بين المعلمة خضرة وأخيها غير الشقيق المعلم القرش حول ميراث والديهما. يرفض القرش زواج ابنته بلطية من إبراهيم ابن خضرة لسوء سلوكه. يتم زواج بلطية من جابر. تدبر خضرة لقتل جابر وأيضا تحرض الدكش - أحد أعوانها - على قتل القرش مقابل أن تسعى لتزويجه من بلطية التي يحبها يطمع أو العينين - أحد أعوان خضرة - في الزواج نواعم شقيقة جابر ، تشترط عليه نواعم أن يشي بجرائم خضرة التي تستخدم الديناميت والبودرة السامة في صيد الأسماك ، وبذلك يتم القبض عليها مع أعوانها ، ويتحقق انتقام نواعم لمقتل أخيها. ويأكل إبراهيم من السمك المسموم ويموت .

## روابط خارجية
- مقالات تستعمل روابط فنية بلا صلة مع ويكي بيانات